# (9963) Sandage
(9963) Sandage (1992 AN) – planetoida z pasa głównego asteroid okrążająca Słońce w ciągu 3,58 lat w średniej odległości 2,34 j.a. Odkryta 9 stycznia 1992 roku.